# Арагонський діалект

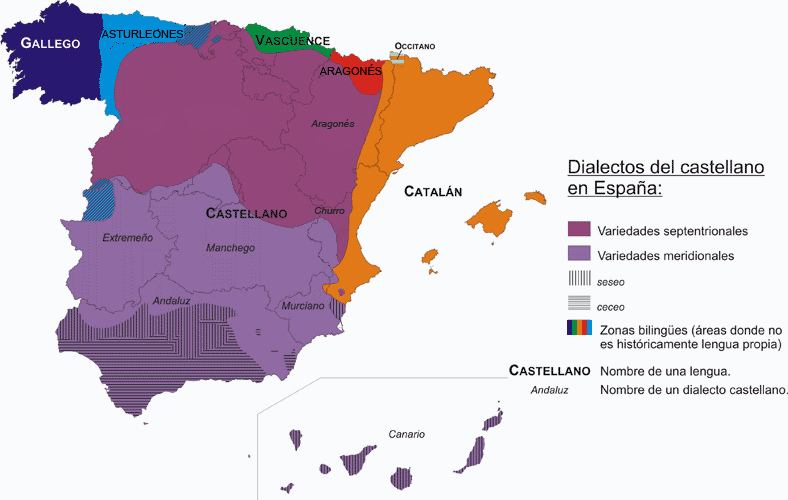
Діалекти в Іспанії

Різновид іспанської мови, якою говорять в Арагоні, називається арагонським діалектом. Більшість відмінностей від кастильської з'явилися завдяки впливу арагонської мови, раніше поширеної на цій території. Перші ознаки кастельянізації Арагона фіксуються письмовими документами вже в 1132, наприкінці XV століття цей процес набуває незворотного характеру і кінцю XVII практично повністю завершується.

## Лінгвістичні особливості
- Характерна низхідна інтонація з подовженням кінцевої голосної.
- Перестановка наголосу в деяких словах із наголосом на третій з кінця склад: me di co, can ta ro, pa ja ro.
- Часте використання частки pues.
- Використання характерної лексики, що часто мають походження з арагонської мови: maño (прізвисько), acorrazarse (обійматися), galdrufa (юла), fiemo (гній), zurrambre (сморід).
- Зменшувальна форма, що утворюється за допомогою суфікса -ico.